# Delta Tour Zeeland
Delta Tour Zeeland (niderl. Ronde van Zeeland Seaports) – jednodniowy wyścig kolarski, rozgrywany w czerwcu w Holandii w prowincji Zelandia. Należy do cyklu UCI Europe Tour i posiada kategorię 1.1. 
Wyścig odbył się po raz pierwszy w 2008. Najwięcej zwycięstw zanotował Amerykanin Tyler Farrar, który dwukrotnie triumfował w tym wyścigu.

## Zwycięzcy
| Rok  | Pierwsze                    | Drugie              | Trzecie             |          |
| ---- | --------------------------- | ------------------- | ------------------- | -------- |
| 2008 | Christopher Sutton          | Robert Wagner       | Jeremy Hunt         |          |
| 2009 | Tyler Farrar                | Alessandro Petacchi | Robert Wagner       |          |
| 2010 | Tyler Farrar                | Jos van Emden       | Graeme Brown        |          |
| 2011 | Marcel Kittel               | Theo Bos            | Jos van Emden       |          |
| 2012 | Reinardt Janse van Rensburg | Lars Boom           | Gijs Van Hoecke     |          |
| 2013 | André Greipel               | Ramon Sinkeldam     | Kenny van Hummel    |          |
| 2014 | Theo Bos                    | Ramon Sinkeldam     | Michael Van Staeyen |          |
| 2015 | Iljo Keisse                 | Niki Terpstra       | Łukasz Wiśniowski   |          |
| 2017 | Timo Roosen                 | Taco van der Hoorn  | Dylan Groenewegen   |          |
| 2018 | Peter Schulting             | Dries De Bondt      | Jérôme Baugnies     |          |
| 2019 | Dylan Groenewegen           | Elia Viviani        | Arvid de Kleijn     |          |
| 2020 | odwołany                    | odwołany            | odwołany            | odwołany |
| 2021 | odwołany                    | odwołany            | odwołany            | odwołany |